# 塞尔河畔加尼亚克
塞尔河畔加尼亚克（法語：Gagnac-sur-Cère，法語發音：[ɡaɲak syʁ sɛʁ]）是法国洛特省的一个市镇，位于该省北部偏东，属于菲雅克区。

## 地理
塞尔河畔加尼亚克（44°56'20"N, 1°52'38"E）面积12.83 平方千米，位于法国奧克西塔尼大區洛特省，该省份为法国西南部内陆省份，北起顺时针与科雷兹省、康塔爾省、阿韦龙省、塔恩-加龙省、洛特-加龍省和多尔多涅省接壤。
与塞尔河畔加尼亚克接壤的市镇（或旧市镇、城区）包括：阿尔蒂亚克、阿斯塔亚克、塞尔河畔比亚尔、卡于斯、科尔纳克、埃斯塔勒、日拉克、格拉讷、塞尔河畔拉瓦勒。

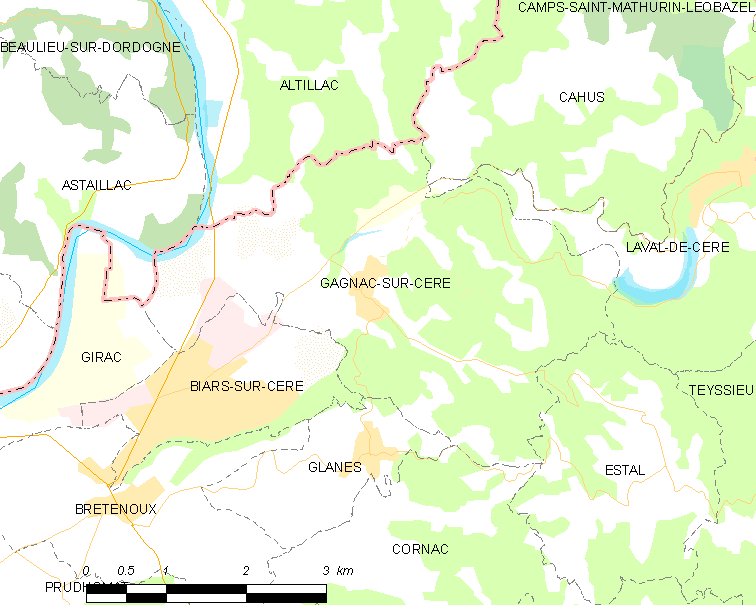
塞尔河畔加尼亚克的OSM定位图

塞尔河畔加尼亚克的时区为UTC+01:00、UTC+02:00（夏令时）。

## 行政
塞尔河畔加尼亚克的邮政编码为46130，INSEE市镇编码为46117。

## 政治
塞尔河畔加尼亚克所属的省级选区为塞尔-塞加拉县。

## 人口

1962-2008年间塞尔河畔加尼亚克人口变化图示

塞尔河畔加尼亚克于2022年1月1日时的人口数量为657人。